# حكومة إبراهيم هاشم الخامسة
حكومة إبراهيم هاشم الخامسة هي الحكومة التاسعة والثلاثون من حكومات المملكة الأردنية الهاشمية. شكّل إبراهيم هاشم الحكومة في 24 أبريل 1957، بتكليف من ملك الأردن الحسين بن طلال. وقد حلّت الحكومة في 18 مايو 1958.

## الحكومة
| التسلسل | الاسم                   | المهام الوزارية                        |
| ------- | ----------------------- | -------------------------------------- |
| 1       | دولة السيد ابراهيم هاشم | رئيسا للوزراء ووزيرا للعدلية           |
| 2       | دولة السيد سمير الرفاعي | نائبا رئيس الوزراء ووزيرا للخارجية     |
| 3       | السيد عاكف الفايز       | وزير الزراعة والانشاء والتعمير         |
| 4       | السيد فلاح المدادحه     | وزير الداخلية والاشغال العامة          |
| 5       | السيد خلوصي الخيري      | وزير الاقتصاد الوطني والتربية والتعليم |
| 6       | السيد انسطاس حنانيا     | وزير المالية والاقتصاد                 |
| 7       | السيد سليمان طوقان      | وزير الدفاع والصحة والشؤون الاجتماعية  |

## وصلات خارجية
- موقع رئاسة الوزراء